# Elmwood (Illinois)
Elmwood és una població dels Estats Units a l'estat d'Illinois. Segons el cens del 2000 tenia 1.945 habitants.

## Demografia
Segons el cens del 2000, Elmwood tenia 1.945 habitants, 772 habitatges, i 565 famílies. La densitat de població era de 610,5 habitants/km².
Dels 772 habitatges en un 34,2% hi vivien nens de menys de 18 anys, en un 63,3% hi vivien parelles casades, en un 7,6% dones solteres, i en un 26,8% no eren unitats familiars. En el 24,6% dels habitatges hi vivien persones soles el 14,1% de les quals corresponia a persones de 65 anys o més que vivien soles. El nombre mitjà de persones vivint en cada habitatge era de 2,5 i el nombre mitjà de persones que vivien en cada família era de 2,99.
Per edats la població es repartia de la següent manera: un 26,5% tenia menys de 18 anys, un 6,1% entre 18 i 24, un 27,8% entre 25 i 44, un 22,8% de 45 a 60 i un 16,9% 65 anys o més.
L'edat mediana era de 39 anys. Per cada 100 dones de 18 o més anys hi havia 84,8 homes.
La renda mediana per habitatge era de 44.500 $ i la renda mediana per família de 51.505 $. Els homes tenien una renda mediana de 37.981 $ mentre que les dones 22.557 $. La renda per capita de la població era de 19.797 $. Aproximadament el 2,4% de les famílies i el 2,8% de la població estaven per davall del llindar de pobresa.

## Poblacions més properes
El següent diagrama mostra les poblacions més properes.